# Ahmed Dini Ahmed

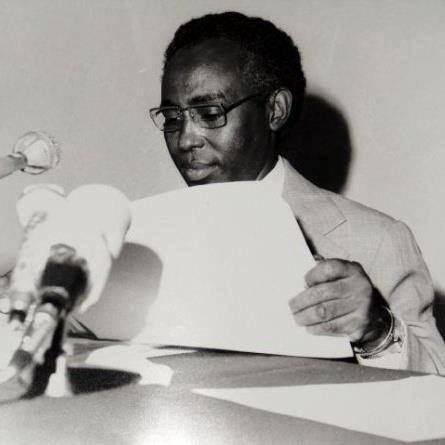
Ahmed Dini Ahmed (1977)

Ahmed Dini Ahmed (* 1932; † 12. September 2004 in Dschibuti) (Arabisch: أحمد ديني أحمد) war ein Politiker in Dschibuti.

## Leben
Ahmed Dini Ahmed wurde nahe dem Mont Mabla im Norden Dschibutis geboren und gehörte der Volksgruppe der Afar an. In die Politik ging er mit 26 Jahren. 1959 wurde er Vizepräsident des Regierungsrates des damaligen Französischen Territoriums der Afar und Issa und bekleidete damit das höchste Amt für Einheimische. In den 1960er Jahren nahm er verschiedene Posten für den Regierungsrat ein.
1973 gründete Ahmed Dini zusammen mit dem Issa Hassan Gouled Aptidon die Ligue Populaire Africaine pour l’Indépendance (LPAI), die für die Unabhängigkeit Dschibutis von Frankreich eintrat. Dieses Ziel wurde 1977 erreicht, woraufhin Aptidon Präsident wurde und Ahmed Dini Ahmed zu seinem Premierminister machte.

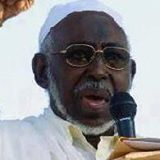
Ahmed Dini Ahmed (2003)

1978 verließ er die Regierung, da er Aptidon vorwarf, die Macht auf sich zu konzentrieren, und zog sich nach Tadjoura zurück. Aptidon machte 1981 seine Partei Rassemblement populaire pour le progrès (RPP) zur einzig legalen Einheitspartei.
1990 trat Ahmed Dini der oppositionellen Afar-Gruppierung Front pour la restauration de l’unité et la démocratie (FRUD) bei, die 1991 einen Bürgerkrieg gegen die Regierung begann; 1992 wurde er Vorsitzender der FRUD. Während ein Teil der FRUD Ende 1994 Frieden mit der Regierung schloss, führte die von Ahmed Dini geleitete Faktion den bewaffneten Kampf weiter. Nach einem Friedensabkommen 2001 kehrte Ahmed Dini schließlich nach neun Jahren aus dem Exil in Paris nach Dschibuti zurück, wo er die Partei Union pour une alternative démocratique gründete.
Am 12. September 2004 starb er mit 72 Jahren in Dschibuti.